# Eupithecia abietaria
Eupithecia abietaria là một loài bướm đêm thuộc họ Geometridae. Loài này được tìm thấy ở châu Âu, phía đông đến Xibia.
Sải cánh dài 21–23 mm. Người t bắt gặp vào tháng 6 đến tháng 7 tùy theo địa điểm.
Ấu trùng ăn Picea abies, Picea sitchensis và Abies procera.

## Hình ảnh

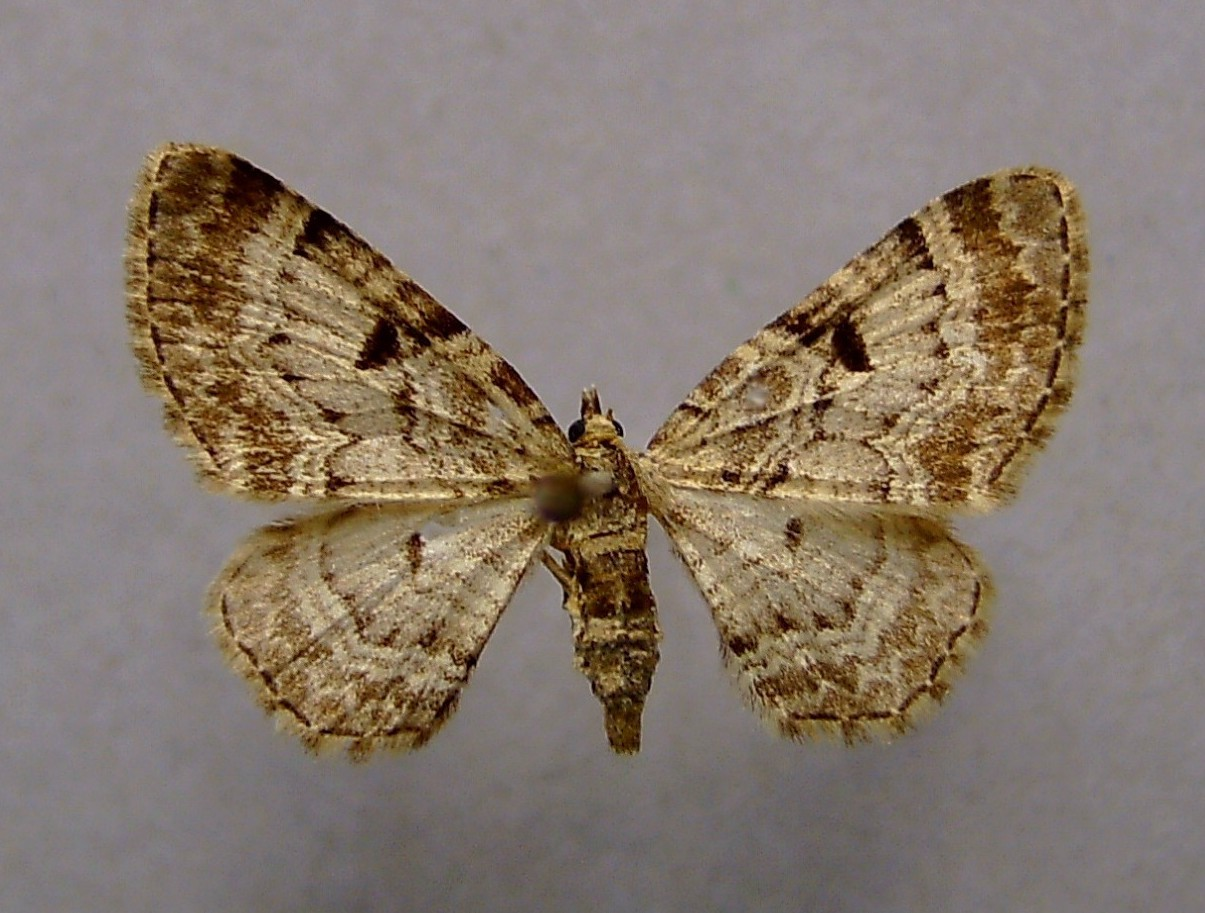
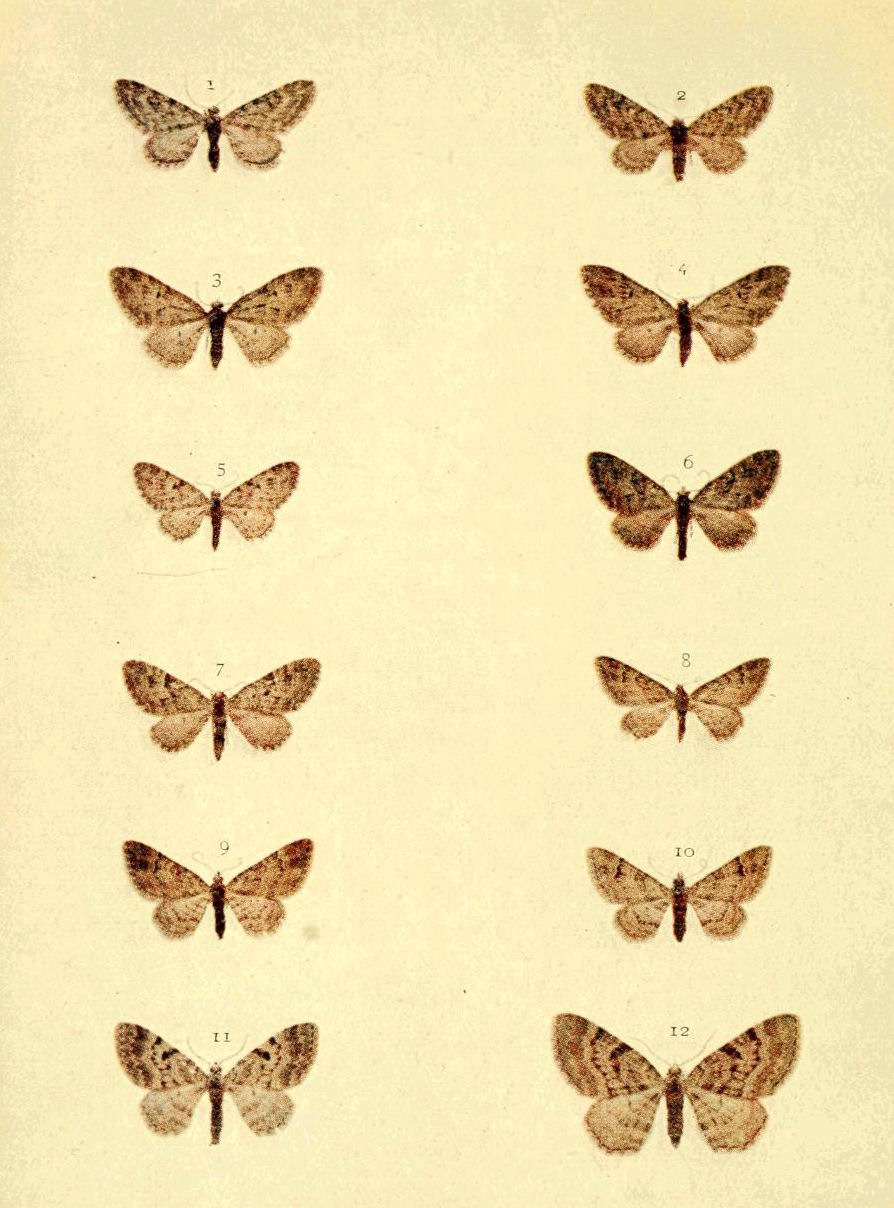

## Phụ loài
Có hai phân loài được công nhận:
- Eupithecia abietaria abietaria
- Eupithecia abietaria debrunneata